# エンツ川

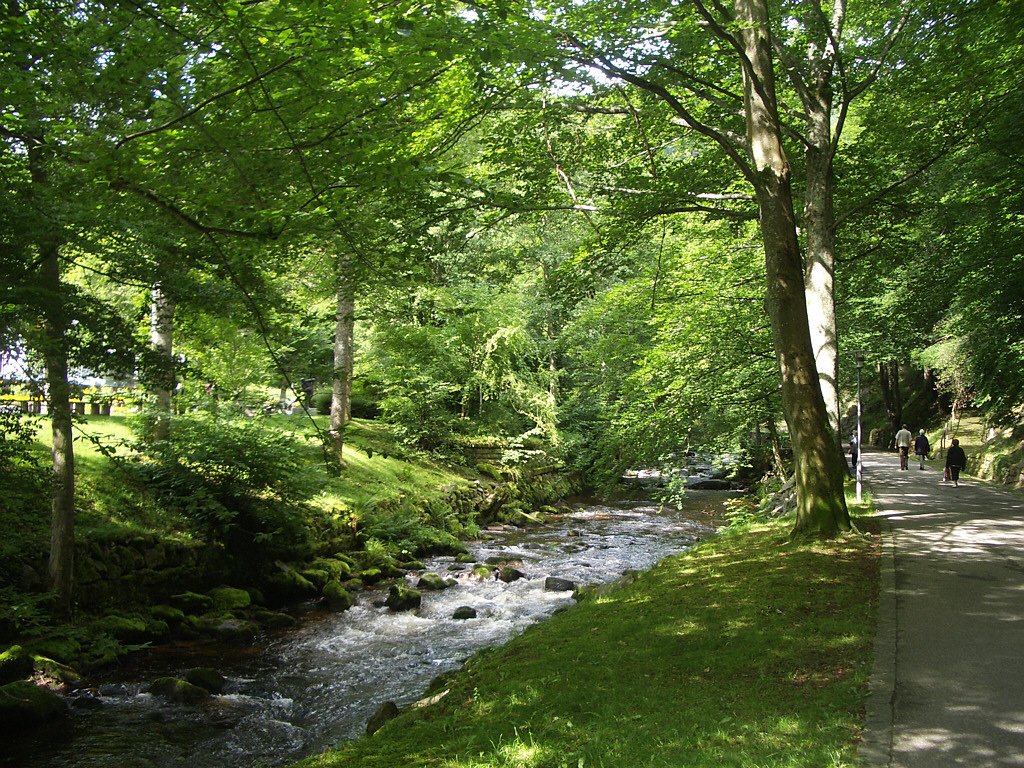
バート・ヴィルトバートのクアパークを流れるエンツ川

エンツ川（エンツがわ、Enz）は、ドイツのバーデン＝ヴュルテンベルク州を流れる全長112kmのネッカー川左岸の支流である。
水源であるクライネ・エンツ（小エンツ）とグロース・エンツ（大エンツ）は、ノルトシュヴァルツバルトに湧出する。後者はエンツクレスターレの付近にある。バート・ヴィルトバートのカルムバッハ地区で小エンツと大エンツは合流し、エンツ川となる。ノイエンビュルクを過ぎるとプフォルツハイムに入る。この辺りはシュヴァルツヴァルトの中である。シュトゥットガルト、カールスルーエそしてクライヒガウに囲まれた肥沃な土地ファイヒンゲンやビーティヒハイム＝ビシンゲンを流れる。この川の下流付近はブドウの段々畑になっている。絵のようなベージヒハイム付近でネッカー川に合流する。
かつてはエンツ川とその支流のナゴルト川はいかだ流しの重要な川であった。

## 支流
- アイアハ川（Eyach、左岸、ヘーフェン・アンデア・エンツとノイエンビュルクの間）
- ナゴルト川（Nagold、右岸、プフォルツハイム）
- グレムス川（Glems、右岸、マークグレニンゲン＝ウンターリーキシンゲン）
- メッター川（Metter、左岸、ビーティヒハイム）

ファイヒンゲン付近のエンツ川